# Хтония (дочь Эрехтея)
Хтония (дочь Эрехтея, др.-греч. Χθονία) — персонаж древнегреческой мифологии. Дочь Эрехтея и Праксифеи. Жена Бута (сына Пандиона). Дочери Эрехтея поклялись друг другу, что если одна из них умрет, остальные убьют себя. Принесена в жертву Посейдону после победы афинян над элевсинцами, сестры её согласно клятве сами себя убили.